# ATS・HS1
ATS・HS1は、ATSチームが1978年のF1世界選手権用に製作したフォーミュラ1カー。デザイナーはロビン・ハードとジョン・ジェントリー。

## 開発の背景
ATSは1969年に設立された自動車用品メーカーで、主に鋳造ホイールを製造していた。1970年代初めに共同オーナーのギュンター・シュミット主導の下、モータースポーツイベントのスポンサーを始める。1975年にはフィンランド人ドライバーのミッコ・コザロウィッツキーと共にフォーミュラ・ヴィーに参戦する。翌年にATSホイールはコザロウィッツキー、ラインホルト・ヨーストと共にフォーミュラ2に参入したが、成功はできなかった。1977年の初めにATSはチーム・ペンスキーの機材を購入した。ATSレーシングチームとしてF1に参戦、ペンスキー・PC4をジャン＝ピエール・ジャリエがドライブし、初レースのアメリカ西グランプリでポイントを獲得した。それとは別に、シーズンは「混沌」としたものとなり、それ以上の結果を出すことはできなかった。1978年に入るとATSは、前年限りでF1を撤退したマーチ・エンジニアリングの機材を入手、チームの拠点をイギリスへ移動させ、旧マーチのスタッフと共にオリジナルの車両、ATS・HS1を開発した。この車両は独立デザイナーに設計を依頼した物であった。HS1は何度か完走したものの、いずれもポイント圏外であった。HS1はシーズン終盤には新型のATS・D1に取って代わられた。

## 製造
HS1のデザイナーはマーチ・エンジニアリング創設者の一人であるロビン・ハードとジョン・ジェントリーであった。ある者はHS1を完全な再設計と信じたが、別のソースによると、1976年にジェフ・フェリスが設計したペンスキー・PC4の再設計にすぎないともされ、それは1975年のマーチ・751が起源とされた。
HS1はアルミニウム製モノコックを持ち、PC4に比べてトレッドは前が1500mmから1422mm、後が1525mmから1473mmと縮小された。これは、PC4とその前身のペンスキー・PC3のサスペンションに対応していた。PC4と比較するとより平たいフロントエンドとなり、エンジンカバーは小型の物を装着した。エンジンはフォード-コスワース DFVを搭載した。ギアボックスはヒューランドFG400、タイヤはグッドイヤーを装着した。

## シャシー
HS1は3台が製作された。シーズンの大半は1号車と2号車が使用され、3号車は2戦にのみ使用された。それぞれのシャシーが使用されたグランプリは以下の通り。
| グランプリ   | ATS HS1/1                           | ATS HS1/2                                 | ATS HS1/3                |
| ------------ | ----------------------------------- | ----------------------------------------- | ------------------------ |
| アルゼンチン | ヨッヘン・マス                      | ジャン＝ピエール・ジャリエ                |                          |
| ブラジル     | ヨッヘン・マス                      | ジャン＝ピエール・ジャリエ ヨッヘン・マス |                          |
| 南アフリカ   | ジャン＝ピエール・ジャリエ          | ヨッヘン・マス                            |                          |
| アメリカ西   | ジャン＝ピエール・ジャリエ          | ヨッヘン・マス                            |                          |
| モナコ       | ジャン＝ピエール・ジャリエ          | ヨッヘン・マス                            |                          |
| ベルギー     | ヨッヘン・マス アルベルト・コロンボ |                                           |                          |
| スペイン     | ヨッヘン・マス                      | アルベルト・コロンボ                      |                          |
| スウェーデン | ヨッヘン・マス                      | ケケ・ロズベルグ                          |                          |
| フランス     | ヨッヘン・マス                      |                                           | ケケ・ロズベルグ         |
| イギリス     | ヨッヘン・マス                      | ケケ・ロズベルグ                          |                          |
| 西ドイツ     | ヨッヘン・マス                      | ジャン＝ピエール・ジャリエ                |                          |
| オーストリア | ヨッヘン・マス                      | ハンス・ビンダー                          |                          |
| オランダ     | ヨッヘン・マス                      | ミハエル・ブリークモレン                  |                          |
| イタリア     |                                     | ハラルド・アーテル                        | ミハエル・ブリークモレン |
| アメリカ     |                                     | ミハエル・ブリークモレン                  |                          |
| カナダ       |                                     | ミハエル・ブリークモレン                  |                          |

## F1における全成績
(key) （太字はポールポジション）
| 年     | チーム              | エンジン                | タイヤ | ドライバー                 | 1   | 2   | 3   | 4   | 5   | 6   | 7   | 8   | 9   | 10  | 11  | 12  | 13  | 14   | 15  | 16   | ポイント | 順位 |
| ------ | ------------------- | ----------------------- | ------ | -------------------------- | --- | --- | --- | --- | --- | --- | --- | --- | --- | --- | --- | --- | --- | ---- | --- | ---- | -------- | ---- |
| 1978年 | ATSレーシングチーム | フォード-コスワース DFV | G      |                            | ARG | BRA | RSA | USW | MON | BEL | ESP | SWE | FRA | GBR | GER | AUT | NED | ITA  | USA | CAN  | 0        | NC   |
| 1978年 | ATSレーシングチーム | フォード-コスワース DFV | G      | ヨッヘン・マス             | 11  | 7   | Ret | Ret | DNQ | 11  | 9   | 13  | 13  | NC  | Ret | DNQ | DNQ |      |     |      | 0        | NC   |
| 1978年 | ATSレーシングチーム | フォード-コスワース DFV | G      | ミハエル・ブリークモレン   |     |     |     |     |     |     |     |     |     |     |     |     | DNQ | DNQ  | Ret | DNPQ | 0        | NC   |
| 1978年 | ATSレーシングチーム | フォード-コスワース DFV | G      | ジャン＝ピエール・ジャリエ | 12  | DNS | 8   | 11  | DNQ |     |     |     |     |     | DNQ |     |     |      |     |      | 0        | NC   |
| 1978年 | ATSレーシングチーム | フォード-コスワース DFV | G      | アルベルト・コロンボ       |     |     |     |     |     | DNQ | DNQ |     |     |     |     |     |     |      |     |      | 0        | NC   |
| 1978年 | ATSレーシングチーム | フォード-コスワース DFV | G      | ケケ・ロズベルグ           |     |     |     |     |     |     |     | 15  | 16  | 17  |     |     |     |      |     |      | 0        | NC   |
| 1978年 | ATSレーシングチーム | フォード-コスワース DFV | G      | ハンス・ビンダー           |     |     |     |     |     |     |     |     |     |     |     | DNQ |     |      |     |      | 0        | NC   |
| 1978年 | ATSレーシングチーム | フォード-コスワース DFV | G      | ハラルド・アーテル         |     |     |     |     |     |     |     |     |     |     |     |     |     | DNQ* |     |      | 0        | NC   |

## 参照
1. 1 2  Doug Nye: Das große Buch der Formel-1-Rennwagen. Die Dreiliterformel ab 1966. Verlagsgesellschaft Rudolf Müller, Köln 1986, ISBN 3-481-29851-X, S. 167.
2. 1 2  Adriano Cimarosti: Das Jahrhundert des Rennsports. 1. Auflage. Stuttgart 1997, ISBN 3-613-01848-9, S. 289.
3. ↑  Pierre Ménard: La Grande Encyclopédie de la Formule 1. 2. Auflage. St. Sulpice 2000, ISBN 2-940125-45-7, S. 136.
4. ↑  David Hodges: Rennwagen von A–Z nach 1945. Motorbuch Verlag, Stuttgart 1993, ISBN 3-613-01477-7, S. 23 f.
5. ↑  David Hodges: Rennwagen von A–Z nach 1945. Motorbuch Verlag, Stuttgart 1993, ISBN 3-613-01477-7, S. 208.
6. ↑  Renngeschichte des ATS HS1 auf der Internetseite www.oldracingcars.com (abgerufen am 23. Mai 2014).